# Marcel Henrique Garcia Alves Pereira
Marcel Henrique Gracia Alves Pereira, meglio noto come Marcel o Marcel Pereira (São José do Rio Preto, 16 ottobre 1992), è un ex calciatore brasiliano, di ruolo centrocampista.

## Caratteristiche tecniche
È un mediano.

## Carriera

### Club
Cresciuto nelle giovanili del San Paolo, ha esordito fra i professionisti il 12 agosto 2012 con la maglia del Mirassol in occasione del match del Campeonato Brasileiro Série D perso 4-0 contro la Juventude.